# Tillvaratagna effekter
Tillvaratagna effekter är Hassans femte utgivna skiva med telefonbus med kända radioröster och utgivet av Silence Records. Skivan består av material som Fredrik Lindström samlade ihop, spelade in och drev fram. Han försökte "föra busringningen till nya nivåer" och gjorde en hel del nya och innovativa busringningar, som till exempel "Det här är en pizzeria", där man kopplade ihop två olika pizzerior utan att berätta det för dem. Idén slopades emellertid efter ett tag, och banden med inspelningarna kom bort. Senare hittades banden på en hittegodsavdelning i Sandhamn, därav albumets titel.

## Låtlista
1. "My name is Luka" - 1:15
  - Henrik Schyffert
2. "Tåget från Gävle" - 1:05
  - Fredrik Lindström
3. "Populär kem" - 1:01
  - Lars Sundholm
4. "Angående inbrottet" - 2:34
  - Erik Haag
5. "Den maskerade härmaren" - 1:04
  - Kristian Luuk
6. "Utlåningsdisken" - 0:42
  - Felix Herngren
7. "Comme si comme ça" - 1:21
  - Fredrik Lindström
8. "Konservatorn" - 1:07 
  - Kristian Luuk
9. "Bomba Strängnäs" - 2:54
  - Erik Haag
10. "Jan Gulliou" - 0:27
  - Henrik Schyffert
11. "Kungliga presscentret" - 1:38
  - Fredrik Lindström
12. "Grilla" - 1:17
  - Fredrik Lindström, Hasse Pihl & Pontus Djanaieff
13. "Man är ju inte gjord av trä" - 1:20
  - Erik Haag
14. "Frimärksmuseet" - 0:59
  - Kristian Luuk
15. "Ett meddelande" - 0:35
  - Fredrik Lindström
16. "Frodenkvists korsord" - 1:01
  - Pontus Djanaieff
17. "Claes Månsson" - 0:55
  - Henrik Schyffert
18. "Ordblind" - 0:33
  - Kristian Luuk
19. "Maskerad" - 1:14
  - Fredrik Lindström
20. "OK Mörby" - 1:43
  - Kristian Luuk & Fredrik Lindström
21. "Bärnsten" - 0:40
  - Pontus Djanaieff
22. "Det här är en pizzeria" - 0:50
  - Kristian Luuk
23. "Kanotförbundet" - 1:28
  - Fredrik Lindström
24. "Mat i mun" - 1:42
  - Pontus Djanaieff
25. "Starta taxibolag" - 0:45
  - Kristian Luuk
26. "Ett avgassystem" - 1:22
  - Lars Sundholm
27. "Idag skiner solen" - 1:38
  - Kristian Luuk
28. "Pensionssparande" - 1:28
  - Fredrik Lindström
29. "Mårten Rask, »Motordelar«" - 3:25
  - Fredrik Lindström & Hasse Pihl
30. "En smoking" - 1:20
  - Kristian Luuk
31. "Landskapskändisar" - 1:05
  - Lars Sundholm
32. "Grodan Boll" - 0:55
  - Kristian Luuk
33. "Säljare på Indifferenta" - 1:05
  - Erik Haag
34. "Ett nöddop" - 1:30
  - Hasse Pihl
35. "Bit för bit" - 1:07
  - Fredrik Lindström
36. "Schamanen" - 3:34
  - Erik Haag
37. "Torbjörn Majroos, »Rockvideor«" - 1:39
  - Fredrik Lindström & Pontus Djanaieff
38. "Roxy" - 1:01
  - Kristian Luuk
39. "Jonas Hallberg" - 0:24
  - Henrik Schyffert
40. "Stolpe in" - 1:12
  - Kristian Luuk
41. "Kan du lägga på nu?" - 1:17
  - Felix Herngren & Fredrik Lindström
42. "Wasta en snubbe" - 1:01
  - Fredrik Lindström
43. "Knurra" - 0:35
  - Pontus Djanaieff
44. "Översvämning" - 2:21
  - Fredrik Lindström
45. "En polisopera" - 2:49
  - Kristian Luuk
46. "Mytomanen" - 1:14
  - Henrik Schyffert
47. "Vesslan" - 0:30
  - Fredrik Lindström

## Medverkande
- Fredrik Lindström
- Kristian Luuk
- Erik Haag
- Henrik Schyffert
- Pontus Djanaieff
- Lars Sundholm
- Hasse Pihl
- Felix Herngren

### Listplaceringar
| Lista (1996-1997) | Topplacering |
| ----------------- | ------------ |
| Sverige           | 2            |